# Wouldn't Change a Thing (canción de Kylie Minogue)
«Wouldn't Change a Thing» (en español: «No Cambiaría Nada») es una canción pop y dance de la cantante australiana Kylie Minogue. Se lanzó como el segundo sencillo de su segundo álbum de estudio Enjoy Yourself en 1989.

## Historia
En el Reino Unido el lado-B de la canción fue It's No Secret el cual se lanzó como sencillo en Estados Unidos, Japón, Australia y Nueva Zelanda en 1988. Este fue destinado a ser el quinto sencillo lanzado mundialmente desde el álbum debut Kylie, pero fue cancelado en favor de Hand On Your Heart y por lo tanto fue lanzado como lado-b Wouldn't Change a Thing.
El sencillo fue fuertemente promocionado en los programas de UK mientras que Kylie estaba grabando su segundo álbum de estudio que poco tiempo después estaría completado después de su película The Delinquents. 

## Video musical
El video muestra alegremente a Kylie disfrutando de su jardín en Londres

## Presentaciones en vivo
- Disco in Dreams/The Hitman Roadshow
- Enjoy Yourself Tour
- Rhythm Of Love Tour
- Let's Get To It Tour
- On A Night Like This Tour
- An Audience With... Kylie

## Presentaciones en las listas de popularidad
En el Reino Unido la canción fue el tercer sencillo de Minogue en debutar en la posición #2 en las listas de sencillos del país. A diferencia de sus sencillos anteriores, este no pudo subir más en las semanas más tarde. En Australia llegó a la posición #6 y en Finlandia a la #8.

## Sencillos
CD sencillo
1. «Wouldn't Change A Thing» - 3:17
2. «Wouldn't Change A Thing» (Your Thang Mix) - 7:10
3. «Je Ne Sais Pas Pourquoi» (The Revolutionary Mix) - 7:16

7" sencillo
1. «Wouldn't Change A Thing» - 3:17
2. «It's No Secret» - 3:55

12" sencillo
1. «Wouldn't Change A Thing» (Your Thang Mix) - 7:10
2. «It's No Secret» (Extended) - 5:46
3. «Wouldn't Change A Thing» (Instrumental) - 3:17

## Posicionamiento
| Listas (1989) | Máxima posición |
| ------------- | --------------- |
| Alemania      | 24              |
| Australia     | 6               |
| Finlandia     | 8               |
| Francia       | 19              |
| Israel        | 2               |
| Nueva Zelanda | 21              |
| Reino Unido   | 2               |
| Suecia        | 26              |
| Suiza         | 27              |